# Années 180
Les années 180 couvrent la période de 180 à 189.

## Événements
- 180-192 : règne de Commode, empereur romain, prince cruel et tyrannique[1]. Il se fait initier au culte du dieu oriental Mithra[2].
- 181-190 : le théologien chrétien Pantène dirige l'École théologique d'Alexandrie. Clément s’établit à Alexandrie (180-202) et lui succède à la tête du didascalée chrétien[3]. Il professe une gnose parfaite opposée à la gnose hérétique (Le Protreptique, Le Pédagogue, Les Stromates).
- 184-205 : révolte des Turbans Jaunes en Chine[4].
- 186 : révolte de Maternus, chef des déserteurs en Gaule et en Espagne[5].

- 187-188 : peste à Rome[6].

## Personnages significatifs
- Clodius Albinus
- Commode (empereur)
- Dong Zhuo
- Himiko
- Pertinax
- Septime Sévère
- Victor Ier
- Zhang Jiao